# شعار سريلانكا
شعار سريلانكا هو الشعار الرسمي المستخدم من قبل الحكومة السريلانكية. وهو مستخدم منذ 1972. مصمم الشعار هو مابالاجاما ويبولاسارا ماها ثيرا.
يحمل الشعار ملامح أسد (توضيح) ذهبي يتقدم، يحمل سيف في حكه الأيمن (نفس ملامح الأسد الموجود على علم علم سريلانكا) في الوسط على خلفية كستنائية محاط ببتلات نباتات النيلومبو جوزي، الزهرة الوطنية للدولة.    

## الأعلام التاريخية
| الشعار | الوصف                                                                              | التاريخ                           |
| ------ | ---------------------------------------------------------------------------------- | --------------------------------- |
|        | شعار سيلان البرتغالية. أعيد استخدامها لاحقًا في المراحل الأولى من سيلان البريطانية. | 1505–1658 (1796–1875) (1948–1954) |
|        | شعار سيلان الهولندية.                                                              | 1602–1796                         |
|        | شعار سيلان البريطانية.                                                             | 1875–1948                         |
|        | شعار دومينيون سيلان.                                                               | 1954–1972                         |